# Andrew Niccol
Andrew Niccol (Paraparaumu, distrito Kapiti Coast, Nueva Zelanda, 10 de junio de 1964) es un director de cine, guionista y productor de origen neozelandés. Es conocido por haber dirigido películas como Gattaca y El señor de la guerra y por el guion de la película The Truman Show.

## Biografía
Andrew Niccol nació en Nueva Zelanda y comenzó su carrera cinematográfica en Londres dirigiendo spots publicitarios. Posteriormente se mudó a Los Ángeles, California, para hacer películas. El productor Scott Rudin se interesó en el guion de Niccol de The Truman Show (1998), pero Rudin no estaba dispuesto a apostar por un director novato, en particular cuando Jim Carrey formaba parte del proyecto, aumentando el presupuesto previsto inicialmente a aproximadamente 60 millones de dólares. Niccol se hizo famoso tras el estreno de Gattaca (1997), una película de ciencia ficción escrita y dirigida por él.

## Filmografía

### Cine
Como director
- Gattaca (1997)
- S1m0ne (Simone) (2002)
- El señor de la guerra (2005)
- In Time (2011)
- The Host (2013)
- Good Kill (2014)
- Anon (2018)

Como guionista
- Gattaca (1997)
- The Truman Show (1998)
- S1m0ne (Simone) (2002)
- La terminal (historia original) (2004)
- El señor de la guerra (2005)
- In Time (2011)
- The Host (2013)
- Anon (2018)

Como productor
- S1m0ne (Simone) (2002)
- El señor de la guerra (2005)
- In Time (2011)
- Anon (2018)

## Premios y distinciones
Premios Óscar
| Año  | Categoría            | Película        | Resultado |
| ---- | -------------------- | --------------- | --------- |
| 1999 | Mejor guion original | The Truman Show | Nominado  |

| Año  | Categoría                     | Trabajo nominado | Resultado |
| ---- | ----------------------------- | ---------------- | --------- |
| 1998 | BAFTA al mejor guion original | The Truman Show  | Ganador   |
| 1998 | Globo de Oro al mejor guion   | The Truman Show  | Nominado  |